# Teqball tại Đại hội Thể thao Đông Nam Á 2023
Teqball là một trong những môn thể thao được tranh tài tại Đại hội Thể thao Đông Nam Á 2023 ở Campuchia. Teqball tại SEA Games 32 lần này sẽ diễn ra trọn vẹn trong 3 ngày thi đấu từ ngày 06 đến ngày 08 tháng 5. Teqball tại Sea Games 32 sẽ diễn ra với 5 nội dung: Cá nhân nam, cá nhân nữ, đôi nam, đôi nữ, hỗn hợp nam nữ.

## Chương trình thi đấu
| Ngày | Giờ         | Nội dung  |
| ---- | ----------- | --------- |
| 06/5 | 09:00-18:00 | Vòng bảng |
| 07/5 | 14:00-18:00 | Bán kết   |
| 07/5 | 14:00-19:00 | Chung kết |

## Các quốc gia tham dự
| Quốc gia    | Đơn Nam | Đơn Nữ | Đôi Nam | Đôi Nữ | Đôi Nam Nữ |    |
| ----------- | ------- | ------ | ------- | ------ | ---------- | -- |
| Quốc gia    | Brunei  | Yes    | No      | Yes    | No         | No |
| Campuchia   | Yes     | Yes    | Yes     | Yes    | Yes        |    |
| Indonesia   | Yes     | Yes    | Yes     | No     | No         |    |
| Malaysia    | Yes     | Yes    | Yes     | No     | No         |    |
| Philippines | Yes     | No     | Yes     | No     | No         |    |
| Singapore   | Yes     | Yes    | Yes     | No     | No         |    |
| Thái Lan    | No      | No     | Yes     | Yes    | Yes        |    |

## Các huy chương
| Nội dung   | Vàng                                                  | Bạc                                           | Đồng                                   |
| ---------- | ----------------------------------------------------- | --------------------------------------------- | -------------------------------------- |
| Đơn Nam    | Riem Sokphirom · Campuchia                            | Yoga Ardika Putra · Indonesia                 | Al Barilan Shaul Hameed · Malaysia     |
| Đơn Nữ     | Sharifah Nur Amanina Shahab · Singapore               | Yunita Indria · Indonesia                     | Siti Asnidah Zamri · Malaysia          |
|            |                                                       |                                               |                                        |
| Đôi Nam    | Thái Lan · Phakpong Dejaroen · Uthen Kukheaw          | Campuchia · Bun Thuonvireak · Ol Ravy         | Campuchia · Riem Sokphirom · Soun Ravi |
| Đôi Nữ     | Thái Lan · Jutatip Kuntatong · Suphawadi Wongkhamchan | Campuchia · Yem Neardey · Yorn Sophornraksmey | Không có                               |
| Đôi Nam Nữ | Thái Lan · Phakpong Dejaroen · Suphawadi Wongkhamchan | Campuchia · Bun Thuonvireak · Soun Ravi       | Không có                               |

## Bảng tổng sắp huy chương
| Hạng               | Đoàn               | Vàng | Bạc | Đồng | Tổng số |
| ------------------ | ------------------ | ---- | --- | ---- | ------- |
| 1                  | Thái Lan (THA)     | 3    | 0   | 0    | 3       |
| 2                  | Campuchia (CAM)    | 1    | 3   | 1    | 5       |
| 3                  | Singapore (SIN)    | 1    | 0   | 0    | 1       |
| 4                  | Indonesia (INA)    | 0    | 2   | 0    | 2       |
| 5                  | Malaysia (MAS)     | 0    | 0   | 2    | 2       |
| Tổng số (5 đơn vị) | Tổng số (5 đơn vị) | 5    | 5   | 3    | 13      |